# Akademia Medyko-Chirurgiczna w Warszawie
Akademia Medyko-Chirurgiczna w Warszawie – pierwsza szkoła wyższa reaktywowana w Warszawie od czasu zamknięcia przez Rosjan Uniwersytetu Warszawskiego w 1831; siedzibą szkoły był Pałac Staszica.
Powstała w 1857, na fali liberalizacji po klęsce Rosji w wojnie krymskiej (1853–1856). Posiadała 2 wydziały: lekarski i farmaceutyczny. Uczelnia została rozwiązana w 1862, gdy margr. Aleksander Wielopolski utworzył na jej podstawie Szkołę Główną z Wydziałem Lekarskim działającym dalej jako jednostka Uniwersytetu Warszawskiego.
Studenci tej uczelni brali czynny udział w manifestacjach patriotycznych w latach 1860–1861 i w przygotowaniach do wybuchu powstania styczniowego.